# سایتینگن-اوبرفلاخت
سایتینگن-اوبرفلاخت (به آلمانی: Seitingen-Oberflacht) یک شهر در آلمان است که در تاتلینگن واقع شده‌است. سایتینگن-اوبرفلاخت ۲٬۳۰۶ نفر جمعیت دارد.

## خواهرخوانده
شهر Oberflachs خواهرخواندهٔ سایتینگن-اوبرفلاخت هست.